# Thalfingen
Thalfingen ist einer von drei Ortsteilen der Gemeinde Elchingen im schwäbischen Landkreis Neu-Ulm in Bayern.

## Geographie
Das Pfarrdorf Thalfingen liegt im Südwesten des Gemeindegebietes, nordöstlich folgen Oberelchingen und Unterelchingen. Der Ort liegt am Südhang der Schwäbischen Alb und unmittelbar nördlich der Donau.

## Geschichte
Die ehemaligen Gemeinden Oberelchingen, Thalfingen und Unterelchingen schlossen sich im Rahmen der Gebietsreform in Bayern am 1. Mai 1978 zur Gemeinde Elchingen zusammen. 

## Sehenswürdigkeiten
- Katholische Kirche St. Laurentius

Siehe auch: Liste der Baudenkmäler in Thalfingen

## Söhne und Töchter
In Thalfingen geboren:
- Maximilian Wanner (1855–1933), Architekt
- Martin Grath  (* 1960), Politiker